# Liste der türkischen Botschafter in Bangladesch
Der Botschafter leitet die türkische Botschaft Dhaka.
| Ernennung Akkreditierung | Botschafter          | Bemerkung | Ministerpräsident der Türkei | Staatspräsident Bangladeschs | Posten verlassen |
| ------------------------ | -------------------- | --- | ---------------------------- | ---------------------------- | ---------------- |
| 1. Nov. 1976             | Osman Faruk Loğoğlu  | Geschäftsträger (* 15. Oktober 1941 in Ankara) 1986–1989: Generalkonsul in Hamburg, 1993–1996: Botschafter in Kopenhagen (Dänemark), 1996–1998: Botschafter in Baku (Aserbaidschan), 1998–2000: Ministerialrat der Abteilung multilaterale Politik, 2000–2001: Ministerialdirigent, 2001–2005: Botschafter in Washington, D.C. | Süleyman Demirel             | Abu Sadat Mohammad Sayem     | 1. Sep. 1978     |
| 23. Juli 1978            | Ekrem Gökşin         | 7. Sep. 1960 – 10. Mai 1963: Botschafter in Rio de Janeiro | Mustafa Bülent Ecevit        | Mashiur Rahman               | 23. Jan. 1981    |
| 1. Feb. 1982             | Metin Sirman         | 23. Nov. 1984 – 16. Dez. 1986: Botschafter in Seoul | Bülent Ulusu                 | Hossain Mohammad Ershad      | 30. Okt. 1984    |
| 14. Dez. 1984            | Halit Güvener        | 1988–1990: Botschafter in Budapest | Turgut Özal                  | Ataur Rahman Khan            | 11. Feb. 1988    |
| 6. März 1988             | Muammer Tuncer       | 1976–1980: Botschafter in Lagos, 1984: Botschafter in Tunis | Turgut Özal                  | Moudud Ahmed                 | 11. Dez. 1989    |
| 27. Dez. 1989            | Ahmet Ermişoğlu      | später Ministerialdirigent im Außenministerium, 21. Juli 2013: Versetzung in den Ruhestand | Yıldırım Akbulut             | Kazi Zafar Ahmed             | 16. Mai 1993     |
| 20. Mai 1993             | Kutlu Özgüvenç       | 29. Nov. 1995-29. Mär. 1998: Botschafter in Pretoria | Tansu Çiller                 | Khaleda Zia                  | 18. Nov. 1995    |
| 29. Nov. 1995            | Kemal Özcan Davaz    | (20. Mai 1939 in Bursa) mit Selma verheiratet, trat in den auswärtigen Dienst wurde 1973 in Damaskus, Februar–April 1984: Teheran beschäftigt. | Tansu Çiller                 | Khaleda Zia                  | 28. Apr. 1998    |
| 12. Mai 1998             | Erdinç Ulumlu        | | Mesut Yılmaz                 | Hasina Wazed                 | 19. Juli 2002    |
| 1. Aug. 2002             | Ferit Ergin          | 1. Sept. 1995 – 1. Okt. 1999: Generalkonsul in Sidney | Abdullah Gül                 | Khaleda Zia                  | 2. Mai 2008      |
| 15. Mai 2008             | Şakir Özkan Torunlar | 1996: Gesandtschaftssekretär erster Klasse in London. | Recep Tayyip Erdoğan         | Fakhruddin Ahmed             | 31. März 2010    |
| 1. Aug. 2010             | Mehmet Vakur Erkul   | | Recep Tayyip Erdoğan         | Hasina Wazed                 | 26. Feb. 2013    |
| 26. Feb. 2013            | Hüseyin Müftüoğlu    | (* 1969 in Ankara) | Recep Tayyip Erdoğan         | Hasina Wazed                 |                  |